# Шамсабад
Шамсабад (азерб. Şəmsabad) — село в Шамсабадском административно-территориальном округе Агдашского района Азербайджана.

## Этимология
Название происходит от личного имени Шамси и слова «абад» (село). Название обозначает «село человека по Шамси».
По местным легендам, село основано человеком по именем Шамси.

## История
Село Шамсабад в 1913 году согласно административно-территориальному делению Елизаветпольской губернии относилось к Аральскому сельскому обществу Арешского уезда.
В 1926 году согласно административно-территориальному делению Азербайджанской ССР село относилось к дайре Ляки Агдашского уезда.
После реформы административного деления и упразднения уездов в 1929 году был образован Шамсабадский сельсовет в Агдашском районе Азербайджанской ССР.
Согласно административному делению 1961 и 1977 года село Шамсабадский входило в Шамсабадский сельсовет Агдашский района Азербайджанской ССР.
В 1999 году в Азербайджане была проведена административная реформа и внутри административно-территориального округа был учрежден Шамсабадский муниципалитет Агдашского района.

## География
Село находится в 14 км от райцентра Агдаш и в 67 км от Баку. Ближайшая железнодорожная станция — Ляки.
Село находится на высоте 41 метров над уровнем моря.

## Население
| Численность населения | Численность населения | Численность населения | Численность населения | Численность населения |
| 1886                  | 1985                  | 1986                  | 1999                  | 2009                  |
| --------------------- | --------------------- | --------------------- | --------------------- | --------------------- |
| 174                   | ↗1000                 | ↘887                  | ↗1089                 | ↗1223                 |

В 1886 году в селе жило 174 человека, все — азербайджанцы, по вероисповеданию — мусульмане-сунниты.
Население преимущественно занимается хлопководством.

## Климат
| Показатель                                                                               | Янв. | Фев. | Март | Апр. | Май  | Июнь | Июль | Авг. | Сен. | Окт. | Нояб. | Дек. | Год  |
| ---------------------------------------------------------------------------------------- | ---- | ---- | ---- | ---- | ---- | ---- | ---- | ---- | ---- | ---- | ----- | ---- | ---- |
| Средний суточный максимум, °C                                                            | 7,0  | 8,2  | 12,5 | 20,3 | 25,3 | 29,9 | 33,4 | 32,2 | 27,9 | 21,1 | 14,2  | 9,1  | 20,1 |
| Средняя температура, °C                                                                  | 3,0  | 4,2  | 8,0  | 14,5 | 19,4 | 23,9 | 27,1 | 25,9 | 22,1 | 15,9 | 10,0  | 5,1  | 14,9 |
| Средний суточный минимум, °C                                                             | −0,9 | 0,2  | 3,5  | 8,8  | 13,6 | 17,9 | 20,8 | 19,7 | 16,3 | 10,8 | 5,9   | 1,2  | 9,8  |
| Норма осадков, мм                                                                        | 25   | 30   | 35   | 42   | 56   | 41   | 22   | 25   | 27   | 55   | 34    | 27   | 419  |
| Источник: https://en.climate-data.org/asia/azerbaijan/agdas-rayonu/s%C9%99msabad-955031/ |      |      |      |      |      |      |      |      |      |      |       |      |      |

Среднегодовая температура воздуха в селе составляет +14,9 °C. В селе семиаридный климат.

## Инфраструктура
В советское время село близ села располагалась молочно-товарная ферма, а в самом селе находились средняя школа, дом культуры, кинотеатр, библиотека, медицинский пункт.
В селе расположены средняя школа, дом культуры, библиотека, медицинский пункт.